# Grabina (Otoka)
Grabina – część wsi Otoka w Polsce, położona w województwie świętokrzyskim, w powiecie sandomierskim, w gminie Łoniów.
W latach 1975–1998 Grabina administracyjnie należała do województwa tarnobrzeskiego.

## Historia
W wieku XIX wieś opisana jest jako Grabina nad Wisłą w powiecie sandomierskim, gminie i parafii Łoniów.
Według spisu z roku 1827 było we wsi 5 domów i 45 mieszkańców.
W roku 1880 domów było 5 i 56 mieszkańców na 40 morgach ziemi włościańskiej.
Spis z roku 1921 pokazuje 8 domów i 34 mieszkańców.